# Anschlag von Kayseri 2016
Der Anschlag von Kayseri ereignete sich am 17. Dezember 2016 in der türkischen Stadt Kayseri, als ein Selbstmordattentäter mittels Autobombe 14 türkische Soldaten ermordete. 55 weitere Menschen wurden verletzt.

## Anschlag
Der Anschlag ereignete sich nahe der Erciyes-Universität und traf einen Bus mit Soldaten, die einen dienstfreien Tag außerhalb der Kaserne verbringen durften.  Der Attentäter hatte seinen weißen Kleinwagen neben den Bus gesteuert und zur Explosion gebracht, als dieser gerade in eine Haltestelle eingefahren war. Der Vorfall wurde von der Dashcam eines nachfolgenden Fahrzeuges festgehalten. 14 Soldaten wurden sofort getötet oder starben im Krankenhaus, darunter der 40-jährige Major Bülent Albayrak als ranghöchstes Opfer. Bei den anderen Todesopfern handelte es sich um Unteroffiziersränge. Innenminister Süleyman Soylu gab die Zahl von 55 verletzten Personen bekannt, davon befanden sich nach dem Anschlag noch sechs in kritischem Zustand.

## Nachwirkungen
Nach dem Ereignis bestätigte Provinzgouverneur Süleyman Kamçı und später auch Ministerpräsident Binali Yıldırım, dass es sich um einen Selbstmordanschlag gehandelt hatte. Die türkischen Behörden verhängten eine Nachrichtensperre, unter anderem, um keine Falschmeldungen in Umlauf zu bringen, welche in der Öffentlichkeit Panik auslösen oder den Zielen von Terrororganisationen dienen könnten. Präsident Recep Erdoğan brachte den Anschlag mit türkischen Anti-Terroreinsätzen in Syrien und dem Irak in Verbindung und sprach von Anschlägen, welche sämtliche Menschen in der Türkei betreffe. Stabschef Hulusi Akar erklärte, der Kampf gegen Terroristen werde innerhalb und außerhalb des Landes fortgesetzt. Außenminister Mevlüt Çavuşoğlu sprach von Feiglingen, die es auf den Frieden abgesehen hätten.
Der russische Präsident Wladimir Putin bekundete in einem Schreiben an Erdogan sein Beileid und gab seine Bereitschaft bekannt, die Zusammenarbeit mit der Türkei im Anti-Terrorbereich auszubauen. Auch der aserbaidschanische Staatschef İlham Əliyev bekundete sein Beileid und erklärte, der Türkei im Kampf gegen den Terror zur Seite zu stehen. Weitere Verurteilungen des Anschlags und Beileidsbekundungen kamen unter anderem vom turkmenischen Präsidenten Gurbanguly Berdimuhamedow, dem ukrainischen Präsidenten Petro Poroschenko, dem kuwaitischen Staatschef Dschabir al-Ahmad al-Dschabir as-Sabah, dem Europarat-Generalsekretär Thorbjørn Jagland, der US-Botschaft in Ankara, den Außenministerien Spaniens, Deutschlands, Kuwaits, Saudi-Arabiens und Ägyptens, sowie den Außenministern Estlands, Österreichs, Pakistans, Russlands, Kanadas, Italiens, Frankreichs, Albaniens und Norwegens.
Auf ihrer Internetpräsenz bekannten sich die Freiheitsfalken Kurdistans (TAK) zu dem Anschlag und kündigten weitere Gewaltakte an. Der Anschlag galt Soldaten der in Kayseri stationierten Kommandobrigade, welche an Kämpfen gegen militante Kurden in Nordsyrien beteiligt ist. Die TAK bekannte sich auch zu den Bombenanschlägen in Istanbul eine Woche zuvor. Die TAK wird von der türkischen Regierung nicht als eigenständige Organisation, sondern als verlängerter Arm der PKK gesehen. Bei dem Selbstmordattentäter soll es sich um einen 1990 geborenen Mann aus der ostanatolischen Stadt Van gehandelt haben.
Am 17. Dezember gab die Staatsanwaltschaft die Festnahme von 15 Verdächtigen bekannt. In mehreren Städten kam es zu Ausschreitungen gegen Einrichtungen der prokurdischen Partei HDP. Die HDP-Hauptzentrale in Kayseri wurde gestürmt und Fensterscheiben eingeschlagen, zudem drangen Personen auf das Dach des Gebäudes vor, hissten die Flagge der nationalistischen MHP und legten Feuer. Ähnliche Vorgänge gab es in Erzincan, Ankara, Istanbul, Çanakkale und Darıca. Mehrere an den Ausschreitungen beteiligte Personen wurden festgenommen.